# Европско првенство у кошарци 1946.
Европско првенство у кошарци 1946. је било четврто Европско регионално тракмичење организовано под окриљем ФИБЕ. Било је то прво такмичење после седмогодишње паузе због Другог светског рата. Такмичење је по други пут организовано у Женеви у Швајцарској од 30. априла до 4. маја. На такмичењу су учествовале репрезентације Белгије, Чехословачке, Енглеске, Француске, Мађарске, Италије, Луксембурга, Холандије, Пољске и домаћин Швајцарска.

## Турнир

### Прелиминарна рунда
Сви тимови су били подељени у три групе. У групи А било је 4 тима, док су група Б и група Ц биле састављене од 3 тима. У групи је свака репрезентација играла против свих осталих противника из групе по једну утакмицу. За победу добијало се 2 поена, а за пораз 1 поен. Прве две екипе из групе А пласирале су се у полуфинале, док су трећа и четврта екипа играле утакмице за пласман од 7. до 10. места. Прве екипе из групе Б и групе Ц играла су у полуфиналу, другопласиране међусобно за 5. место, а трећепласиране утакмице за пласман од 7. до 10. места.

#### Група А
1. коло одиграно 30. априла:
|  | Пољска  | 45 - 28 | Луксембург |  |
|  | Италија | 39 - 31 | Мађарска   |  |

2. коло одиграно 1. маја:
|  | Луксембург | 10 - 48 | Мађарска |  |
|  | Пољска     | 25 - 40 | Италија  |  |

3. коло одиграно 2. маја:
|  | Италија | 73 - 15 | Луксембург |  |
|  | Пољска  | 21 - 34 | Мађарска   |  |

Табела групе А:
| Тим           | И | П | Г | КД  | КП  | Разлика | Бодови |
| ------------- | - | - | - | --- | --- | ------- | ------ |
| 1. Италија    | 3 | 3 | 0 | 152 | 71  | +81     | 6      |
| 2. Мађарска   | 3 | 2 | 1 | 113 | 70  | +43     | 5      |
| 3. Пољска     | 3 | 1 | 2 | 91  | 102 | -11     | 4      |
| 4. Луксембург | 3 | 0 | 3 | 53  | 166 | -113    | 3      |

#### Група Б
1. коло одиграно 30. априла:
|  | Енглеска | 27 - 48 | Холандија |  |

2. коло одиграно 1. маја:
|  | Енглеска | 11 - 65 | Француска |  |

3. коло одиграно 2. маја:
|  | Француска | 47 - 18 | Холандија |  |

Табела групе Б:
| Тим          | И | П | Г | КД  | КП  | Разлика | Бодови |
| ------------ | - | - | - | --- | --- | ------- | ------ |
| 1. Француска | 2 | 2 | 0 | 112 | 29  | +83     | 4      |
| 2. Холандија | 2 | 1 | 1 | 66  | 74  | -8      | 3      |
| 3. Енглеска  | 2 | 0 | 2 | 38  | 113 | -75     | 2      |

#### Група Ц
1. коло одиграно 30. априла:
|  | Чехословачка | 20 - 17 | Швајцарска |  |

2. коло одиграно 1. маја:
|  | Белгија | 23 - 33 | Швајцарска |  |

3. коло одиграно 2. маја:
|  | Белгија | 33 - 38 | Чехословачка |  |

Табела групе А:
| Тим             | И | П | Г | КД | КП | Разлика | Бодови |
| --------------- | - | - | - | -- | -- | ------- | ------ |
| 1. Чехословачка | 2 | 2 | 0 | 58 | 50 | +8      | 4      |
| 2. Швајцарска   | 2 | 1 | 1 | 50 | 43 | +7      | 3      |
| 3. Белгија      | 2 | 0 | 2 | 56 | 71 | -15     | 2      |

### Утакмице за пласман од 5. до 10. места
Последња два тима из групе А са последнјим тимовима из групе Б и групе Ц играли су утакмице за пласман од 7. до 10. места. Победници су играли утакмицу за 7. место, а поражени утакмицу за 9. место.
Резултати утакмица за пласман од 7. до 10. места одигране 3. маја:
|  | Енглеска | 27 - 50 | Луксембург |  |
|  | Пољска   | 22 - 39 | Белгија    |  |

Резултат утакмице за 9. места одигране 4. маја:
|  | Енглеска | 22 - 50 | Пољска |  |

Резултат утакмице за 7. места одигране 4. маја:
|  | Белгија | 42 - 11 | Луксембург |  |

Резултат утакмице за 5. места одигране 4. маја:
|  | Холандија | 25 - 36 | Швајцарска |  |

### Полуфинале
Полуфиналне утакмице одигране су 3. маја. У полуфиналу су се састале прве две екипе из групе А против победника група Б и Ц. Победници су играли у финалној утакмици, а поражени утакмицу за 3. место.
Резултати полуфиналних утакмица:
|  | Чехословачка | 42 - 28 | Мађарска  |  |
|  | Италија      | 37 - 25 | Француска |  |

### Финале
Финална утакмица и утакмица за треће мето одигране су 4. маја.
Резултати утакмице за треће место:
|  | Мађарска | 38 - 32 | Француска |  |

Резултати финалне утакмице:
|  | Чехословачка | 34 - 32 | Италија |  |

| Првак Европе 1946.       |
| ------------------------ |
| Чехословачка Прва титула |

## Коначан пласман
| Место | Репрезентација |
| ----- | -------------- |
| 1     | Чехословачка   |
| 2     | Италија        |
| 3     | Мађарска       |
| 4     | Француска      |
| 5     | Швајцарска     |
| 6     | Холандија      |
| 7     | Белгија        |
| 8     | Луксембург     |
| 9     | Пољска         |
| 10    | Енглеска       |